# Tàu ngầm lớp I-15
Tàu ngầm lớp I-15 (cũng được biết đến như tàu ngầm Kiểu B1) là loại tàu ngầm có số lượng lớn nhất mà Hải quân Hoàng gia Nhật Bản từng sử dụng trong chiến tranh thế giới thứ hai. Có khoảng 20 chiếc đã được đóng bắt đầu với chiếc I-15 và tên của chúng được đặc theo thứ tự tăng dần.
Loại tàu ngầm này có khả năng chạy nhanh với tầm hoạt động xa và có thể mang một thủy phi cơ trong khoang chứa máy bay ngay phía trước tháp gắn kính tiềm vọng nối liền với một bệ phóng. Sau này khoang chứa máy bay bị tháo ra và thay thế bởi một khẩu pháo 14 cm. Vào năm 1944 hai chiếc I-36 và I-37 đã được sửa đổi để chúng có thể mang bốn tàu ngầm loại nhỏ lớp Kaiten và chúng được xem như những ngư lôi cảm tử, chiếc I-36 sau này còn được sửa đổi thêm để có thể mang sáu chiếc.

## Hoạt động
Loại tàu ngầm này hoạt động khá hiệu quả, nhất là vào giai đoạn khi mà cuộc chiến mới bắt đầu.
- Chiếc I-17 đã nã pháo từ dưới biển vào kho dự trữ dầu tại Santa Barbara và phá hư nhà máy bơm tại Elwood vào tháng 02 năm 1942. Nó bị đánh chìm do bị vướng vào lưới rà thủy lôi của chiếc HMNZS Tui của New Zealand và sau đó bị bỏ bom bởi hai máy bay của hải quân Hoa Kỳ vào 19/08/1943.
- Chiếc I-19 đã bắn sáu ngư lôi vào tàu sân bay USS Wasp, hai quả đâm trúng vào tàu sân bay và đánh chìm nó. Bốn quả ngư lôi còn lại đi một chặng đường vô định thêm vài ngàn mét thì trúng vào một đoàn tàu sân bay khác làm hư hại chiếc tàu chiến USS North Carolina cũng như đánh chìm khu trục hạm USS O'Brien. Chiếc I-19 được tin là bị đánh chìm bởi các máy bay của hải quân Hoa Kỳ vào 18/10/1943.
- Chiếc I-25 đã tiến hành vài cuộc tấn công gần Hoa Kỳ vào 09/1942. Nó bị đánh chìm bởi khu trục hạm USS Patterson ngoài khơi New Hebrides vào 03/09/1943.
- Chiếc I-26 đã đánh chìm tàu chở tài liệu Schooner Cynthia Olson của hải quân Hoa Kỳ (thiệt mạng 35 người). Nó cũng đã làm tê liệt chiếc tàu sân bay USS Saratoga với một ngư lôi đâm trúng đích (trong sáu quả được bắn đi) vào 31/08/1942. Chiếc I-26 cũng đánh chìm tàu tuần dương USS Juneau vào 13/10/1942. Nó bị đánh chìm khi đang chiến đấu ngoài khơi Leyte vào 10/1944.
- Chiếc I-29 được dùng để chở người và các công nghệ mới để trao đổi với Đức

### Tổn thất
- Chiếc I-15 bị đánh chìm ngoài khơi San Cristobol bởi khu trục hạm USS McCalla vào 02/11/1942.
- Chiếc I-21 đã liên lạc lần cuối vào 27/11/1943 ngoài khơi quần đảo Gilbert và sau đó không còn tin tức gì của chiếc tàu ngầm này. Nó được tin là đã bị đánh chìm bởi máy bay của tàu hộ tống tàu sân bay USS Chenango vào 29/11/1943.
- Chiếc I-23 bị mất tích vào 02/1942 với lần phát tín hiệu báo cáo cuối ngoài khơi Oahu.
- Chiếc I-27 bị đánh chìm bởi khu trục hạm HMS Paladin và HMS Petard của Anh ngoài khơi Addu Atoll sau khi đánh chìm tàu chở lính SS Khedive Ismail (thiệt mạng khoảng 1.300 người) vào 12/02/1944. Nó bị đâm bởi chiếc Paladin trước sau đó bị trúng ngư lôi của chiếc Petard.
- Chiếc I-28 bị đánh chìm bởi tàu ngầm USS Tautog phía Nam Truk vào 17/05/1942.
- Chiếc I-29 bị đánh chìm bởi USS Sawfish tại Balintang Channel vào 26/07/1944.
- Chiếc I-30 là chiếc tàu ngầm đầu tiên đến châu Âu với nhiệm vụ trao đổi hàng hóa tuy nhiên nó bị vướng thủy lôi ngoài khơi Singapore vào 13/10/1942.
- Chiếc I-31 bị đánh chìm bởi hai khu trục hạm USS Edwards và USS Farragut ngoài khơi Kiska vào 12/05/1943.
- Chiếc I-32 bị đánh chìm bởi tàu hộ tống khu trục hạm USS Manlove và tàu săn tàu ngầm PC 1135 phía Nam Wotje vào 24/03/1944.
- Chiếc I-33 bị mất tích khi đang diễn tập trong biển Inland vào 13/06/1944.
- Chiếc I-34 bị đánh chìm bởi tàu ngầm HMS Taurus ngoài khơi Penang vào 13/11/1943.
- Chiếc I-35 bị đánh chìm bởi hai khu trục hạm USS Meade và USS Frazier ngoài khơi Tarawa vào 23/11/1943.
- Chiếc I-37 bị đánh chìm bởi các tàu hộ tống khu trục hạm USS Conklin và USS McCoy Reynolds ngoài khơi Leyte 19/11/1944.
- Chiếc I-38 bị đánh chìm bởi khu trục hạm USS Nicholas gần Yap vào 12/11/1944.
- Chiếc I-39 bị đánh chìm bởi khu trục hạm USS Boyd tại Gilberts vào 26/11/1943.

Nhìn chung các tàu ngầm Kiểu B (B1, B2 và B3 kết hợp) đã được công nhận là đã đánh chìm ít nhất 56 tàu buôn với tổng số là 372.730 tấn khoảng 35% tổng số tàu buôn mà Nhật Bản đã đánh chìm trong suốt chiến tranh.
Tất cả các tàu ngầm Kiểu B1 điều bị đánh chìm trong suốt cuộc chiến, ngoại trừ chiếc I-36 đã bị hải quân Hoa Kỳ đánh đắm tại quần đảo Goto vào 01/04/1946.